# Lei dos Crimes Hediondos
A Lei dos Crimes Hediondos, editada pelo governo do Brasil em 1990 (governo Collor),  foi uma tentativa de resposta à violência. A sua origem remonta à Constituição brasileira de 1988, quando, no seu artigo 5º, inciso XLIII, fixou que "a lei considerará crimes inafiançáveis e insuscetíveis de graça ou anistia a prática da tortura, o tráfico ilícito de entorpecentes e drogas afins, o terrorismo e os definidos como crimes hediondos, por eles respondendo os mandantes, os executores e os que, podendo evitá-los, se omitirem". Em 1990, surgiu a lista de crimes hediondos, que classificou como inafiançáveis os crimes de extorsão mediante sequestro, latrocínio (que é roubo seguido de morte) e estupro e negou aos seus autores os benefícios da progressão de regime, obrigando-os a cumprir a pena em regime integralmente fechado, salvo o benefício do livramento condicional com o cumprimento de 2/5 da pena em casos de de réu primário e de 3/5 da pena no caso de reincidentes.
A lei foi alterada em 1994, através da Lei 8.930/1994. A alteração consistiu em incluir o homicídio qualificado na Lei dos Crimes Hediondos. Esta lei teve grande repercussão na mídia, pois teria sido criada por iniciativa popular, encabeçada pela novelista Glória Perez, depois do assassinato de sua filha a atriz Daniella Perez, dois anos antes. Ocorre que, não obstante a colheita de 1,3 milhão de assinaturas, o mencionado Projeto de Lei foi encaminhado pelo Presidente da Comissão Estadual de Defesa da Criança e do Adolescente do Estado do Rio de Janeiro. Portanto, em sua origem, essa lei não é de iniciativa popular.

## Definição
Crimes hediondos são os crimes entendidos pelo poder legislativo como os que merecem maior reprovação por parte do Estado.
Os crimes hediondos, do ponto de vista da criminologia sociológica, são os crimes que estão no topo da pirâmide de desvaloração axiológica criminal, devendo, portanto, ser entendidos como crimes mais graves, mais revoltantes, que causam maior aversão à sociedade. São considerados hediondos os crimes cuja lesividade é acentuadamente expressiva, ou seja, crime de extremo potencial ofensivo, ao qual denominamos crime “de gravidade acentuada”.
Os crimes hediondos são os crimes cometidos contra os bens que são protegidos pela Constituição Federal (CF). Um dos bens que a CF deve proteger, guardar é a vida. Logo, os crimes que atentam contra a vida são hediondos, assim como os que atentam contra a honra, e os demais direitos fundamentais inclusos nas cláusulas pétreas - pontos fundamentais dela. A nova discussão sobre os crimes hediondos proposta pelo conjunto de prefeitos, governadores, lideres sindicais e de movimentos sociais, juntamente com a ex-presidente Dilma Rousseff, inclui no rol dos crimes hediondos a corrupção, tendo tal inclusão que ser aprovada em plebiscito - ainda sem data certa para ocorrer.
Do ponto de vista semântico, o termo "hediondo" significa ato profundamente repugnante, imundo, horrendo, sórdido, ou seja, um ato indiscutivelmente nojento, segundo as normas da moral vigente. O crime hediondo é o crime que causa profunda e consensual repugnância por ofender, de forma acentuadamente grave, valores morais de indiscutível legitimidade, como o sentimento comum de piedade, de fraternidade, de solidariedade e de respeito à dignidade da pessoa humana.
Ontologicamente, o conceito de crime hediondo repousa na ideia de que existem condutas que se revelam como a antítese extrema dos padrões éticos de comportamento social, de que seus autores são portadores de extremo grau de perversidade, de perniciosidade ou de perigosidade e que, por isso, merecem sempre o grau máximo de reprovação ética por parte do grupo social e, em consequência, do próprio sistema de controle.

## no Brasil
No Brasil, são enquadrados como crimes hediondos expressamente previstos na Lei Nº 8.072 de 1990:
- Homicídio Condicionado quando praticado em atividade típica de extermínio, ainda que cometido por um só agente.
- Homicídio Qualificado
- Lesão corporal dolosa de natureza gravíssima (art. 129, § 2º) e lesão corporal seguida de morte (art. 129, § 3o), quando praticadas contra autoridade ou agente descrito nos arts. 142 e 144 da Constituição Federal, integrantes do sistema prisional e da Força Nacional de Segurança Pública, no exercício da função ou em decorrência dela, ou contra seu cônjuge, companheiro ou parente consanguíneo até terceiro grau, em razão dessa condição; (Incluído pela Lei nº 13.142, de 2015)
- Latrocínio (homicídio com objetivo de roubo, ou roubo seguido de morte); (o roubo seguido de lesões corporais graves não é considerado crime hediondo).
- Extorsão qualificada pela morte;
- Extorsão mediante sequestro e na forma qualificada;
- Estupro;
- Estupro de vulnerável;
- Falsificação, corrupção, adulteração ou alteração de produto destinado a fins terapêuticos ou medicinais;
- Crime de genocídio; tentado ou consumado
- Favorecimento da prostituição ou outra forma de exploração sexual de criança ou adolescente ou de vulnerável
- Epidemia com resultado morte[2]
- Matar policial ou seu cônjuge, companheiro ou parente consanguíneo até terceiro grau em razão da sua função. (Lei 13.142)
- Feminicídio
- porte ou posse ilegal de arma de fogo de uso restrito (ex: fuzil) (Lei 13.497)[3]

Crimes equiparados aos crimes hediondos:
- Tráfico ilícito de entorpecentes;
- Tortura;
- Terrorismo (ver: Terrorismo no Brasil).

## História

### Caso Daniella Perez
O crime ocorreu em 28 de dezembro de 1992, sendo considerado um dos casos mais notórios do século XX no Brasil. Gerou grande comoção popular,incentivada pela ampla divulgação da mídia.
Na época, Daniella, que tinha 22 anos e era casada com o ator Raul Gazolla, vivia a personagem Yasmim, irmã da protagonista na novela De Corpo e Alma, que era de autoria de sua mãe, a escritora Glória Perez. Daniella fazia par romântico com Guilherme de Pádua, que, juntamente com sua esposa Paula Nogueira Thomaz (hoje Paula Nogueira Peixoto), viriam a matar Daniella de forma brutal.
Ao acreditar que estaria perdendo espaço na trama, Guilherme armou o assassinato com sua esposa. Após um dia de gravações, ambos seguiram o carro de Daniella. Ela, ao parar em um posto para abastecer, foi surpreendida por um soco desferido por Guilherme. Em seguida, caiu desacordada e foi colocada por ele no banco de trás de seu carro, que agora era dirigido por sua esposa. Guilherme, por sua vez, assumiu sozinho a direção do carro de Daniella, e ambos dirigiram até um matagal próximo, na Barra da Tijuca. Lá, começaram a apunhalar Daniella ainda dentro do carro e continuaram a ação no matagal, onde deixaram o corpo. Um advogado que passava pelo local estranhou os carros parados e, imaginando ser um assalto, anotou as placas. Chegando em casa, comunicou a policia. Ao chegarem ao local, os policiais encontraram apenas o carro de Daniella e, mais à frente, o corpo.
Apos investigações e muitos rastros deixados pelos assassinos, Guilherme e Paula foram presos em 31 de dezembro. Eles foram condenados a 19 anos de cadeia e cumpriram apenas 7, deixando a prisão em 1999. Foram condenados por homicídio duplamente qualificado (motivo torpe e impossibilidade de defesa da vitima).
A população ficou tão comovida com o caso que o homicídio qualificado passou a ser incluso na lei dos crimes hediondos. Por iniciativa de Glória Perez, foram colhidas mais de 1 milhão de assinaturas, o que fez com que, por emenda de caráter popular, os homicídios qualificados passassem a ser considerados crimes hediondos. Nesses casos, não é permitido o pagamento de fianças e a progressão do regime fechado ao semi-aberto requer um tempo maior de reclusão.

### Inconstitucionalidade
Em fevereiro de 2006, o Supremo Tribunal Federal, por seis votos a cinco, considerou inconstitucional o §1º do artigo 2º da lei, que vedava a possibilidade de progressão de regime.
Isso se deu em função de penalistas acreditarem que o cumprimento total da pena em regime fechado ia contra princípios fundamentais do maior grau de hierarquia normativa referentes a individualização e humanização da pena, além dos princípios da igualdade e do devido processo legal. Ficou definido como: "A progressão de regime, no caso de condenados aos crimes previstos neste artigo, dar-se-à após o cumprimento de 2/5 (dois quintos) da pena, se o apenado for primário, e de 3/5 (três quintos), se reincidente."
Atualmente, são considerados crimes hediondos:
I - homicídio (art. 121), quando praticado em atividade típica de grupo de extermínio, ainda que cometido por um só agente, e homicídio qualificado (art. 121, § 2°, I, II, III, IV e V); (Inciso incluído pela Lei nº 8.930, de 1994)
II - latrocínio (art. 157, § 3°, in fine); (Inciso incluído pela Lei nº 8.930, de 1994)
III - extorsão qualificada pela morte (art. 158, § 2°); (Inciso incluído pela Lei nº 8.930, de 1994)
IV - extorsão mediante sequestro e na forma qualificada (art. 159, caput, e §§ lo, 2° e 3°); (Inciso incluído pela Lei nº 8.930, de 1994)
V - estupro (art. 213, caput e §§ 1° e 2°); (Redação dada pela Lei nº 12.015, de 2009)
VI - estupro de vulnerável (art. 217-A, caput e §§ 1°, 2°, 3° e 4°); (Redação dada pela Lei nº 12.015, de 2009)
VII - epidemia com resultado morte (art. 267, § 1°). (Inciso incluído pela Lei nº 8.930, de 1994)
VII-B - falsificação, corrupção, adulteração ou alteração de produto destinado a fins terapêuticos ou medicinais (art. 273, caput e § 1°, § 1°-A e § 1°-B, com a redação dada pela Lei no 9.677, de 2 de julho de 1998). (Inciso incluído pela Lei nº 9.695, de 1998)
VIII - favorecimento da prostituição ou de outra forma de exploração sexual de criança ou adolescente ou de vulnerável (art. 218-B, caput, e §§ 1º e 2º). (Inciso VIII do art 1° acrescido pelo art. 2° da Lei nº 12.978 - DOU 22/05/2014)
IX - Parágrafo único. Considera-se também hediondo o crime de genocídio previsto nos arts. 1°, 2° e 3° da Lei no 2.889, de 1° de outubro de 1956, tentado ou consumado. (Parágrafo incluído pela Lei nº 8.930, de 1994), e o de posse ou porte ilegal de arma de fogo de uso restrito, previsto no art. 16 da Lei no 10.826, de 22 de dezembro de 2003, todos tentados ou consumados. (Redação dada pela Lei nº 13.497, de 2017)
Obs. No dia 9 de março de 2015, a presidente Dilma Roussef sancionou a lei 13.104/15 onde passa a ser considerado homicídio qualificado o assassinato de mulheres em razão do gênero (chamado de feminicídio). Diante disso, o Código Penal também sofre alteração incluindo o feminicídio no Rol dos crime hediondos.

### Alterações à lei
Foi aprovada por unanimidade na Câmara dos Deputados do Brasil um projeto de lei que regulamenta, de forma mais dura, a progressão de regimes prisionais para os presos condenados por crimes hediondos. O projeto foi apresentado no início de 2006, mas a votação só foi retomada por conta da comoção causada com a morte do menino João Hélio Vieites, no Rio de Janeiro.
A nova lei estabelece que os condenados por crime hediondo só podem pleitear o regime de progressão, caso cumpram 40% da pena e se forem reincidentes a exigência aumenta em 20%, totalizando 60% (elemento objetivo); juntamente com a obrigação de se tornarem "bons cidadãos", demonstrando bom comportamento durante o tempo que estiverem cumprindo a pena (elemento subjetivo). Podendo assim serem transferidos de regime fechado para o semiaberto.
Esse projeto de lei tem o intuito de endurecer a legislação penal, uma vez que antes dele o beneficio era concedido seguindo a mesma regra utilizada para concessão a todos os outros crimes. Assim, após o cumprimento de um sexto da pena, ou seja, aproximadamente 16,7% do tempo de condenação, desde que tivesse bom comportamento o sujeito poderia pleitear o avanço para regime semi-aberto. O projeto de lei foi apresentado após o STF, em fevereiro de 2006, reconhecer como inconstitucional a proibição do regime de progressão de pena para crimes caracterizados como hediondos, previsto na Lei de Crimes Hediondos. Para o STF, a proibição fere o principio constitucional da individualização da pena (a pena deve ser individualizada evitando-se a padronização da sanção penal. Ou seja, em cada caso existem elementos subjetivos inerentes a ele próprio)..

## Sistemas
Os crimes hediondos podem ser baseados em sistemas não podendo serem alterados, sendo eles:
- Sistema Legal - Há um rol taxativo (numerus clausus) dos crimes hediondos, definido pelo legislador, não havendo espaço para avaliação do juiz no caso concreto. O juiz estará vinculado aos casos definidos pelo legislador quando for qualificar cada caso como hediondo ou não;
- Sistema Judicial - Mesmo havendo uma lista definindo quais crimes são caracterizados como hediondo, o juiz analisará o caso concreto e decidirá se o crime cometido é ou não hediondo. Há certa discricionariedade no ato;
- Sistema Mais Justo - Há um rol taxativo de crimes definidos pelo legislador como hediondos. No entanto, caberá ao juiz, de acordo com o caso em concreto, confirmar se o fato praticado seria qualificado como hediondo.
- Sistema Misto - O legislador elabora rol exemplificativo de crimes hediondos, e, justamente por essa característica exemplificativa, o juiz poderá definir, de acordo com cada caso, se outros crimes também seriam definidos como hediondos.